# 村山貯水池
村山貯水池（むらやまちょすいち、英称：Murayama Reservoir）は、東京都東大和市の狭山丘陵の渓谷に造られた人造湖である。多摩湖（たまこ、英語: Tama Lake）の通称で呼ばれる。1927年（昭和2年）完成。東京都水道局水源管理事務所村山・山口貯水池管理事務所が管理する、西の村山上貯水池と東の村山下貯水池に分かれている。東京都内の他県にまたがらない湖の中では最大である。

## 歴史

### 建設背景
明治以降、人口増加および水道改善目的で東京市は1898年（明治31年）12月1日に淀橋浄水場を竣工させ、1911年（明治44年）3月まで施設能力を増強させたが、それでも市民の増加および一人当たりの使用量の増加に対応しきれなかった。そのため、東京市の人口増加に対応した水源確保のため、貯水池を新設することとなった。新設は中島鋭治の調査にて、西多摩郡大久野村（現：日の出町）か北多摩郡の6村（清水村、狭山村、高木村、奈良橋村、蔵敷村、芋窪村）（現：東大和市）にまたがる狭山丘陵の二案が検討され、内部がすり鉢の窪地のため工費が安いという理由で、狭山丘陵に建設することが決定した。

### 立ち退き
1914年（大正3年）3月頃から1919年（大正8年）12月にかけて土地買収が行われた。建設予定地には小さな部落ごとに161戸が住んでおり、買収価格は当時の村民の収入からすれば高額だったため、反対者は少なかったが、長期にわたる一部の反対者には土地収用法が適用された。

### 着工・竣工
1916年（大正5年）から1927年（昭和2年）まで10年の歳月をかけ建設された。工事にあたり、資材運搬と導水管（羽村村山線）工事のために羽村-横田間（7.8 km）に軽便鉄道を1918年（大正7年）に着工し1921年（大正10年）に完成した。この鉄道は完成後1924年（大正13年）に廃線となり線路撤去を行ったが、1928年（昭和3年）に山口貯水池（狭山湖）建設工事のため、羽村-横田間の線路再敷設と横田-山口貯水池堰堤間の延伸工事を行い、1929年（昭和4年）には資材運搬に利用された。廃線跡の一部は武蔵村山市は野山北公園自転車道として、羽村市は神明緑地として整備された。

### 竣工後
- 1943年（昭和18年）から1944年（昭和19年）にかけて、太平洋戦争中に爆撃対策として羽村山口軽便鉄道を復活させ砂利を運び、貯水池の堤体（堤防）の嵩上げ工事を行い、コンクリートによる耐弾層を設け堤体を強化する。
- 1945年（昭和20年）- 米軍により、山口貯水池を含めて5回（4月4日、4月12日、5月25日、6月10日、6月11日）の爆撃を受ける[11]。
- 1978年（昭和53年）- 日本初の女子フルマラソンが行われる[12]。
- 1982年（昭和57年）- 新東京百景に選ばれる。
- 1985年（昭和60年）- 山口貯水池と合わせて、近代水道百選（日本水道新聞社）に選ばれる。
- 2003年（平成15年）から2009年（平成21年）3月にかけて、村山下貯水池の耐震補強工事が行われる。この工事により戦時中に建設された耐弾層を撤去した。工事中は堤体付近への立ち入りが出来なくなっていたが、完成に伴い一般市民へと開放された。その工事の状況などを説明している「村山下貯水池工事インフォメーションセンター」、工事の状況が見られる「見晴台」が堤体の南側に設置されていた。
- 2005年（平成17年）- ダム湖百選（一般財団法人水源地環境センター）に選ばれる。
- 2007年（平成19年）- 山口貯水池と合わせて、土木学会選奨土木遺産（公益社団法人土木学会）に選ばれる[13]。
- 2016年（平成28年）から2025年5月（予定）にかけて、村山上貯水池の堤体強化工事が行われる。

## 施設
村山上引入れ水門
羽村線出口に設置された幅4.000m、開度3.900mの水門
村山上取水塔
ダム南岸に設置された、内径7.879m高さ27.511mの取水塔で、取水口4個を有し、それぞれの取水口のゲートの名称は、最下段を一号ゲート、以降、上段に向かって二号ゲート、三号ゲートおよび四号ゲートと呼称する。
村山下第一取水塔
ダム南岸に設置された、内径7.879m高さ27.061mの取水塔で、取水口7個（最下段は2個）を有し、それぞれの取水口のゲートの名称は、最下段の左を一号ゲート、右を二号ゲート、以降、上段に向かって三号ゲート、四号ゲート、五号ゲート、六号ゲートおよび七号ゲートと呼称する。
村山下第二取水塔
ダム南岸に設置された、内径7.000m高さ27.400mの取水塔で、取水口7個（最下段は2個）を有し、それぞれの取水口のゲートの名称は、最下段の左を一号ゲート、右を二号ゲート、以降、上段に向かって三号ゲート、四号ゲート、五号ゲート、六号ゲートおよび七号ゲートと呼称する。
完成当初は多摩川の水を羽村取水堰で取り入れ、導水管にて村山貯水池に導いて貯水し、ここから境浄水場へ導水して浄水処理を行い、和田堀浄水池・淀橋浄水場を経て東京市内へ給水された。淀橋浄水場が東村山浄水場に統合されて以後は、村山貯水池-東村山浄水場-境浄水場-和田堀浄水池を経由する。また、第一村山線と第二村山線で東村山浄水場および境浄水場に原水を送水するが、バックアップ用として東村山浄水場経由で朝霞浄水場および三園浄水場にも送水することがある。

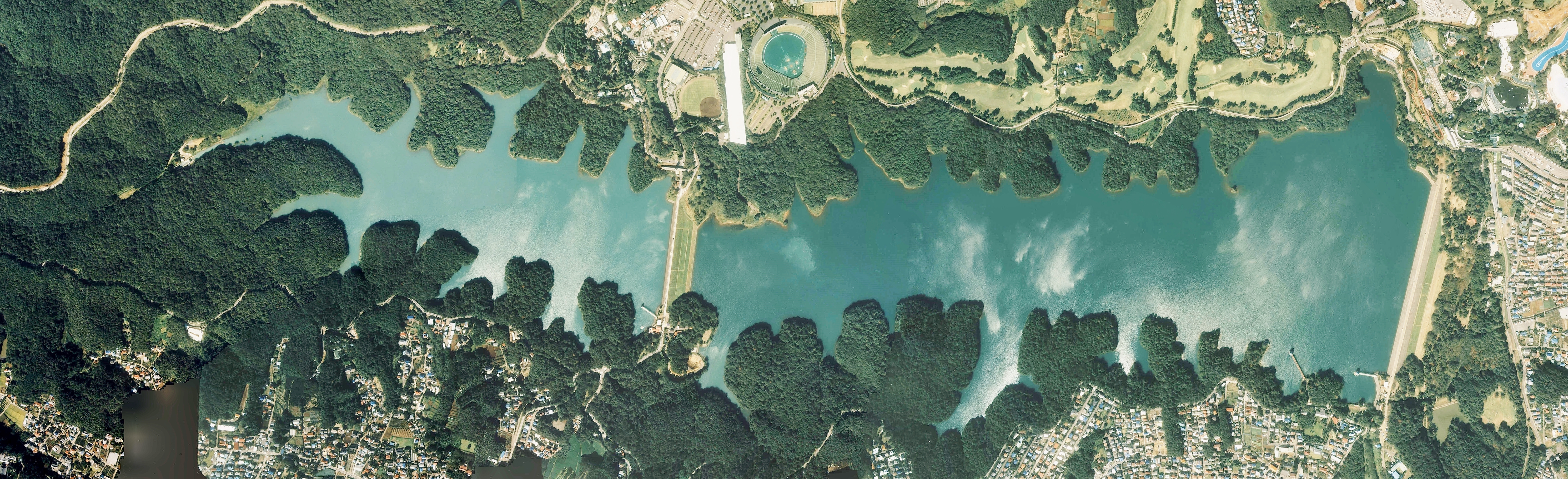
村山貯水池周辺の空中写真。1989年撮影の4枚を合成作成。
。

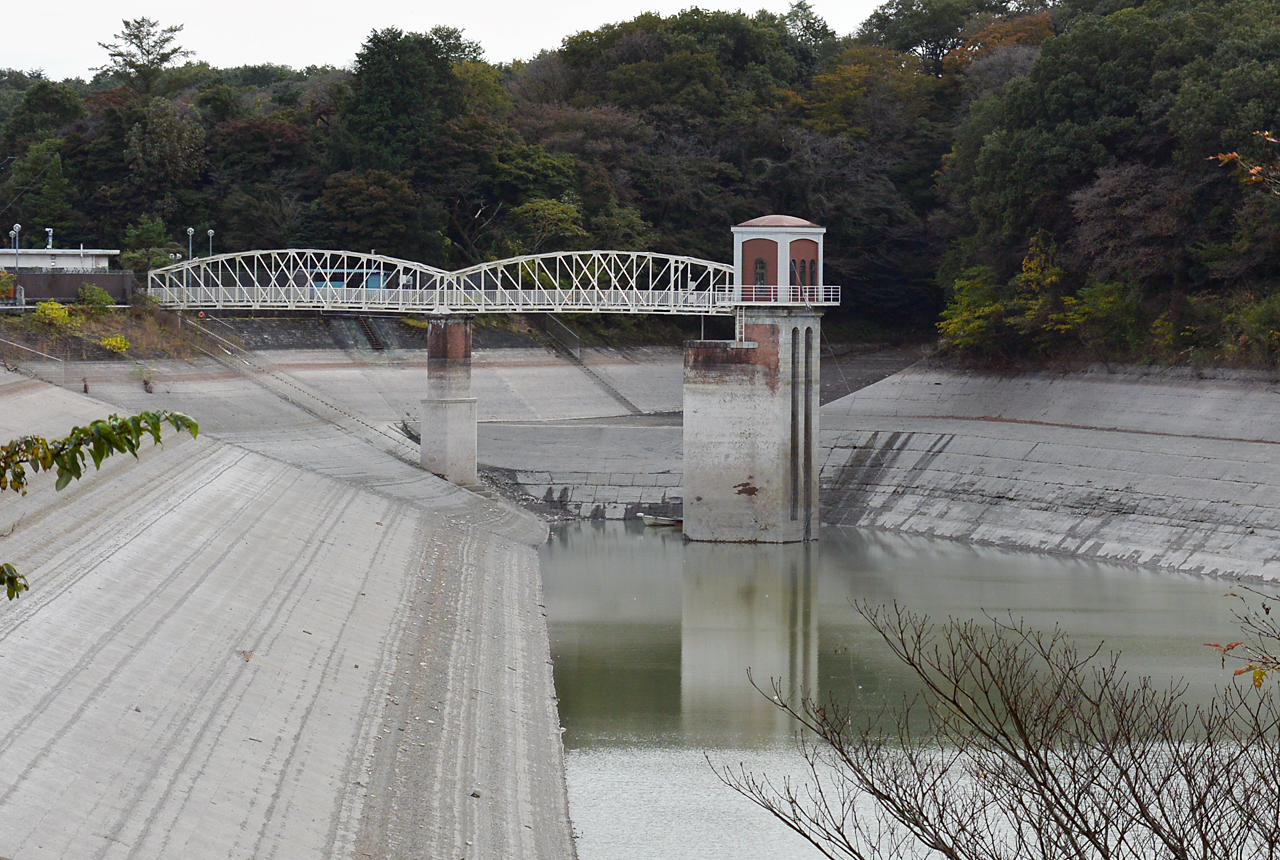
村山上取水塔
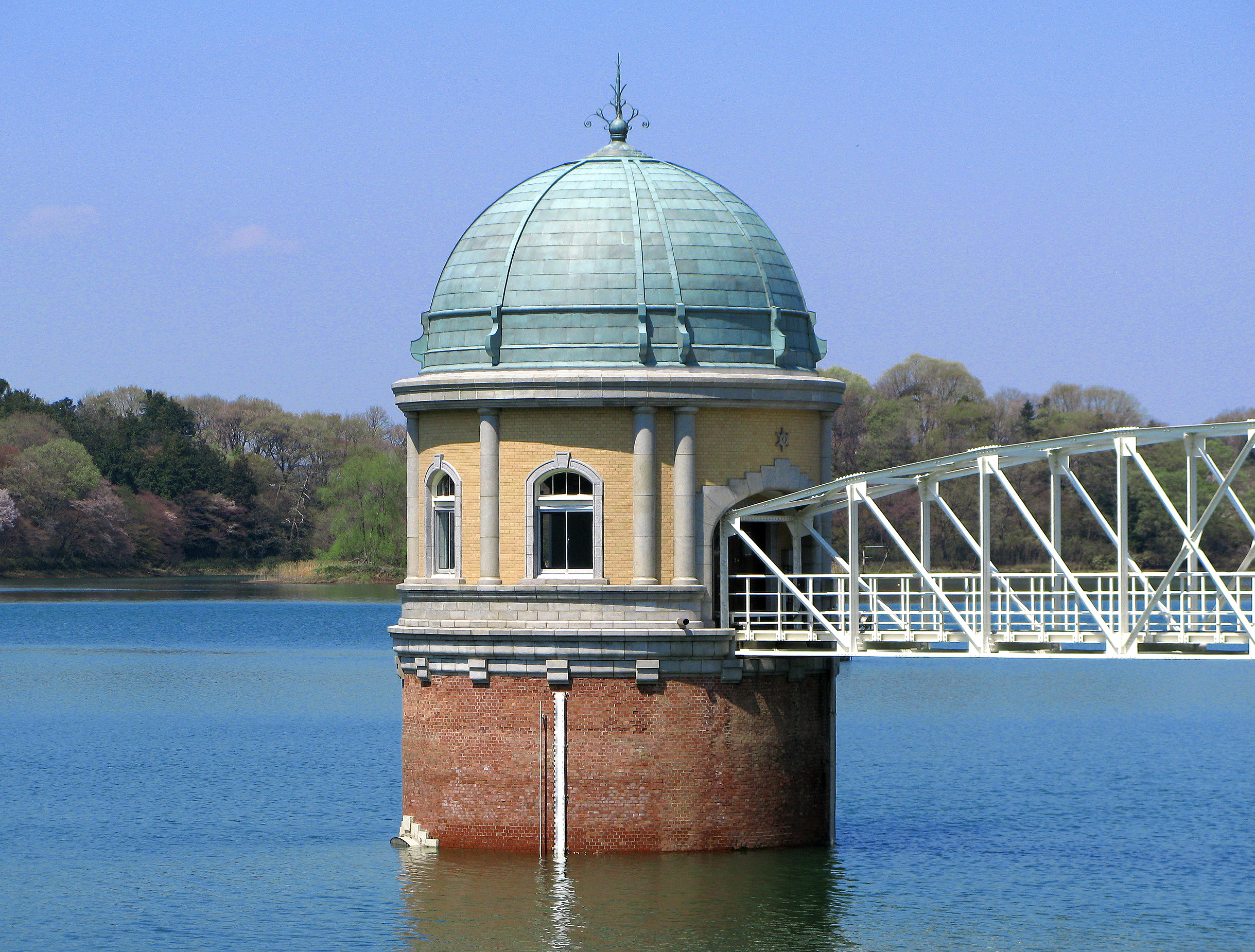
村山下第一取水塔。「日本で一番美しい取水塔」と解説されたパネルがある。
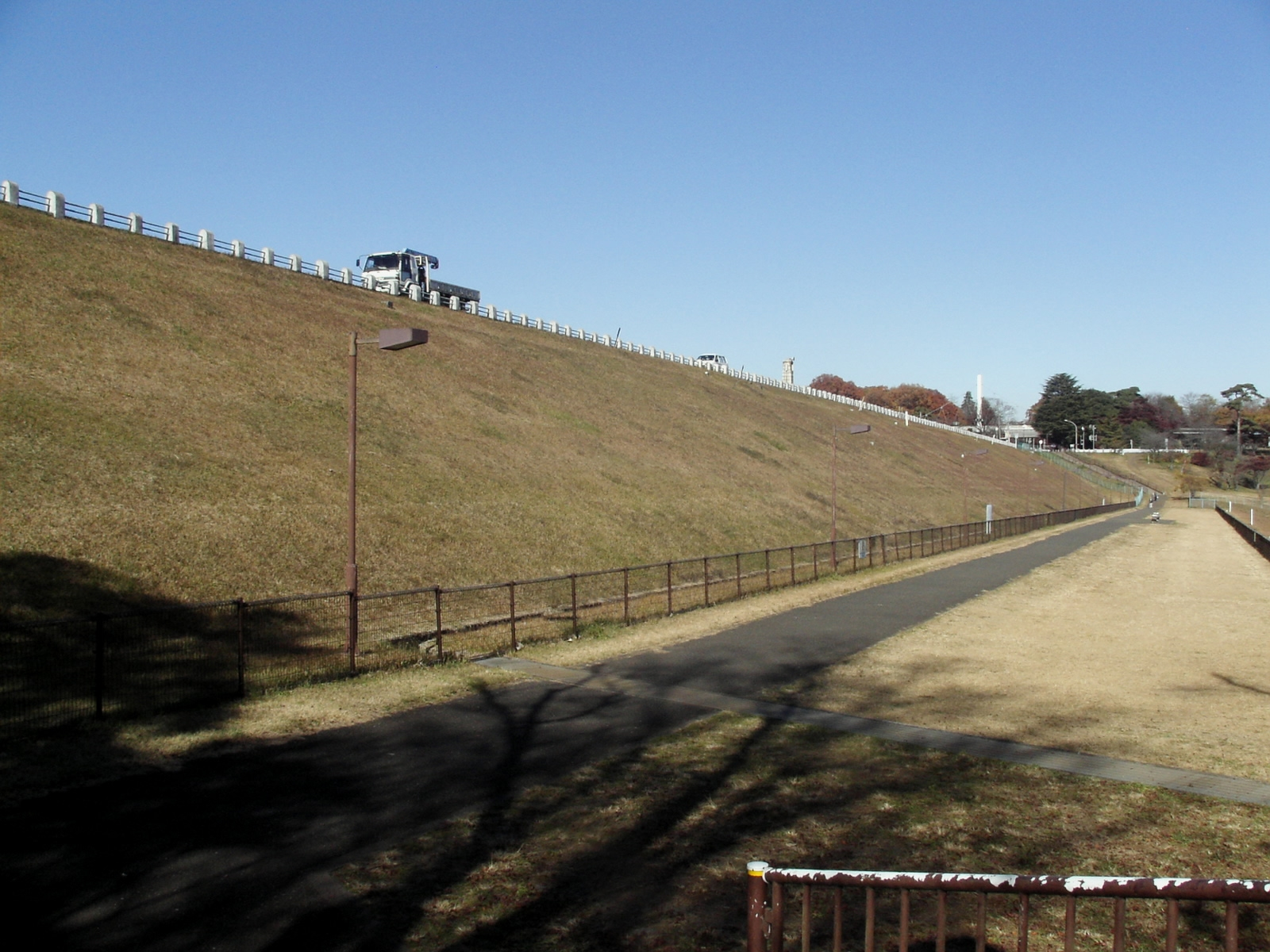
村山上貯水池の堤体は県道・都道55号線も兼ねている。この堤体を横断する道路部分は歩行者用の徒歩スペースがないため堤体の下に歩行者通路が整備されている。
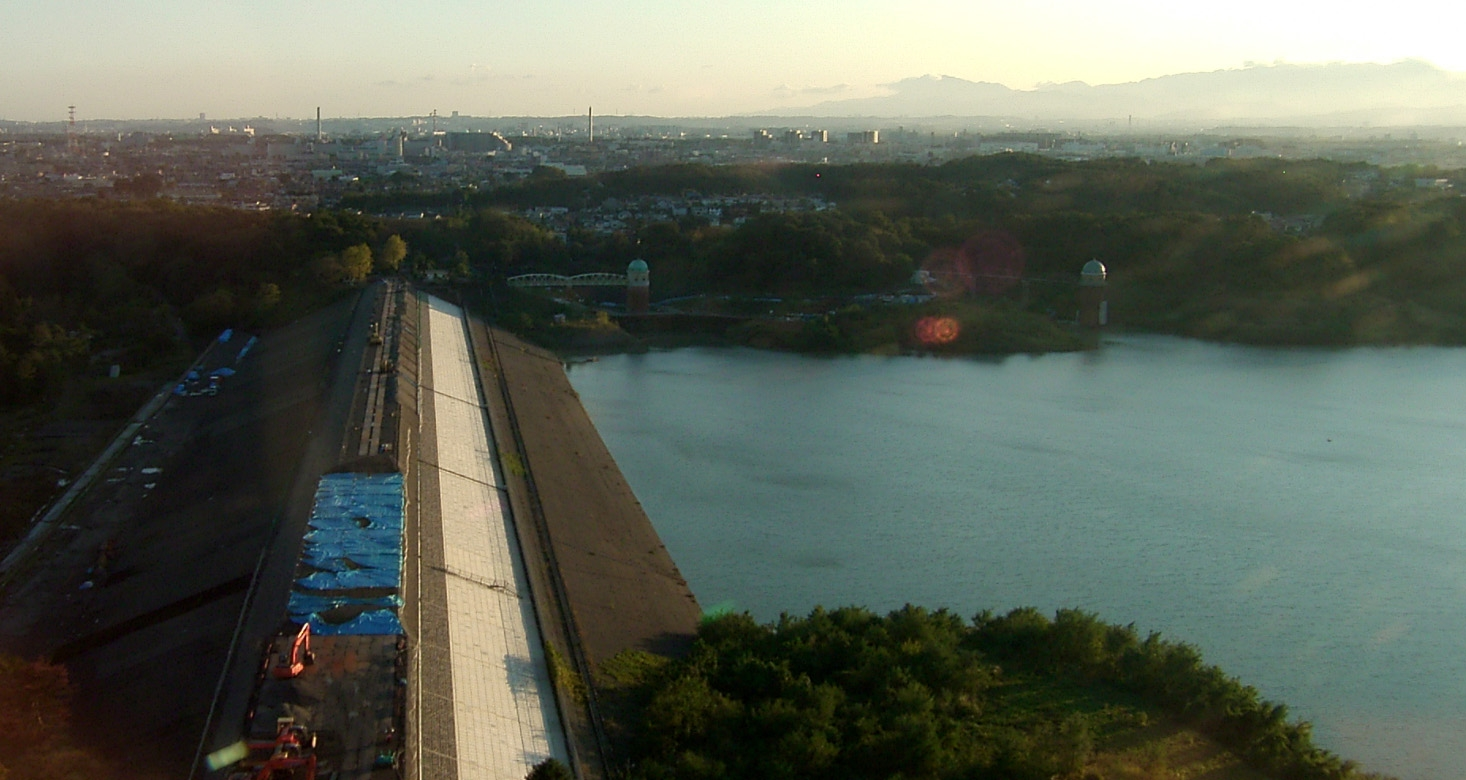
堤体補強工事（2007年）
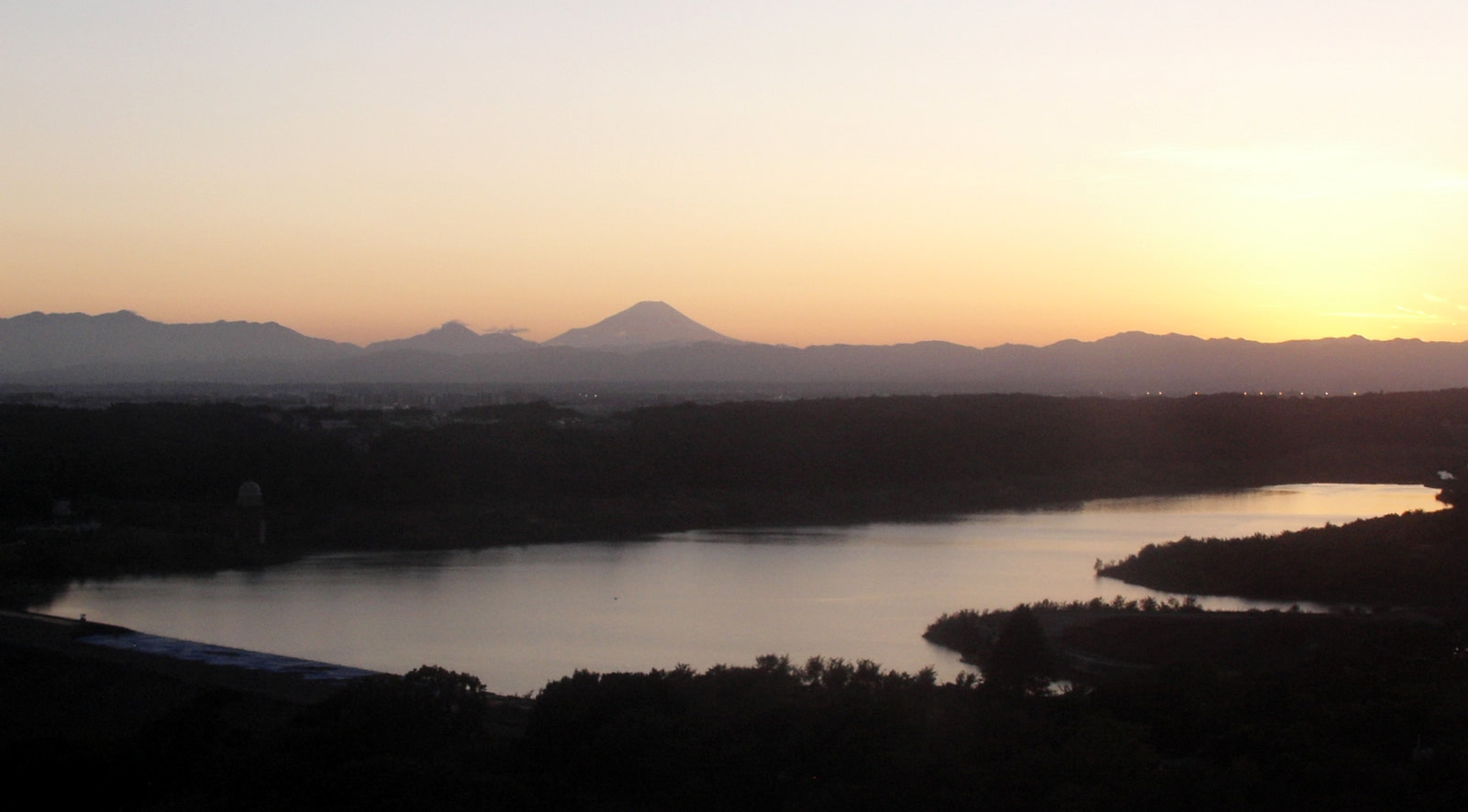
西武園ゆうえんち内アトラクションから撮影した村山貯水池（村山下貯水池）全景。冬季の10月下旬から3月頃までの天候の良い日には富士山を眺めることができる

## 名称
村山貯水池は現在の武蔵村山市からも東村山市からも外れており現在は東大和市にあるが、「村山」という名称は付近の旧地名である「村山郷」から名付けられた。
一方で通称として「多摩湖」とも呼ばれるが、これは竣工以降、行楽客で賑わっている貯水池の最寄に鉄道を敷いている西武鉄道が池袋駅構内で客に観光地としてふさわしい名称のアンケートを取る際に提起したことが始まりとされる。現在では「多摩湖」は周辺地域の町名（東大和市多摩湖、東村山市多摩湖町）に採用されている。

## 村山貯水池が登場する作品
- 武蔵野夫人（大岡昇平）
  - 1950年発表の小説
  - 1951年に映画化
- 東村山音頭
  - 東村山市市制施行記念作品。
  - 1963年にキングレコードから発売。A面に収録され、歌詞に多摩湖が登場
  - 歌：三橋美智也・下谷二三子
  - 1976年にキングレコードから平田満によってカヴァー
  - 1976年発売（東芝EMI）の「加藤茶のはじめての僕デス」のB面に収録（正式タイトルは『志村けんの全員集合 東村山音頭』）。
- 多摩湖小唄
  - 1963年にキングレコードから発売。B面に収録（A面が東村山音頭）
  - 作詞：土屋忠司（当時、東京都武蔵野市水道部長）
  - 作曲・編曲：細川潤一
  - 歌：春日八郎・大津美子
  - 振付：花柳徳兵衛
- 窓の緑（清岡卓行）
  - 小沢書店、1977年刊行の随筆集[17]
- ひさしぶりのバッハ（清岡卓行）
  - 思潮社、2006年10月刊行の詩集[18]、ISBN 9784783721680
- 多摩湖畔殺人事件（内田康夫）
  - 光文社、光文社文庫（1984年9月発売）ISBN 978-4334700164、（2014年1月9日発売）ISBN 978-4-334-76683-2
  - 光文社、カッパ・ノベルス（2001年10月発売）ISBN 978-4334074449
  - 河内刑事&橋本千晶シリーズとして、1987年5月19日、1995年9月15日、2012年7月18日にTVドラマ化
  - 内田康夫サスペンス「警視庁岡部班2〜多摩湖畔殺人事件〜」として2018年にTVドラマ化[19]
- 機動警察パトレイバー（漫画版）（ゆうきまさみ）
  - 作中では「浦山貯水池」という架空の名称で登場
- 多摩湖山荘（ログハウス）殺人事件（藤原宰太郎）
  - 光文社、光文社文庫（1994年5月発売）ISBN 9784334718756
- 多摩湖・洞爺湖殺人ライン（深谷忠記）
  - 実業之日本社、ジョイ・ノベルス（2006年6月17日発売）ISBN 978-4-408-50469-8
  - 光文社、光文社文庫（2009年5月発売）ISBN 978-4334745868
- ダムマンガ（井上よしひさ）
  - 少年画報社、ヤングキングコミックス第1巻（2014年10発売、ISBN 978-4-7859-5403-1）3話目で登場
- ららマジ (Wright Flyer Studios)
  - 2017年1月25日に配信開始したゲームアプリ
  - 村山貯水池をモデルとする人造湖が登場[20]
  - 2020年6月3日15:00サービス終了

## 周辺
- 東京都立狭山自然公園
  - 下貯水池の東側は東京都立狭山自然公園となっていて、一般的に「多摩湖」というとこの公園も含んだ通称となっている。春には花見客で賑わう。
- 多摩湖自転車歩行者道
  - 村山貯水池から境浄水場までの水道管を敷設した道路は緑化され、「狭山・境緑道」（緑地帯）となっており、幅4mの遊歩道が設けられている。
- 山口貯水池（狭山湖）- 上貯水池に隣接している
- 西武園ゆうえんち
- 西武ドーム
- ゆり園（旧：ユネスコ村）- 通年5 - 7月のみ営業
- 東大和市立狭山緑地

## 交通アクセス
- 西武多摩湖線武蔵大和駅下車。徒歩10分。
- 西武多摩湖線・西武山口線多摩湖駅下車。徒歩3分。なお同駅は1933年から1941年まで「村山貯水池駅」だった。
- 西武山口線西武園ゆうえんち駅下車。徒歩1分。（東京都立狭山自然公園へは不便）

なお、周辺道路の一部区間は自動二輪車および原動機付自転車が終日通行禁止であり、四輪車も22時から4時もしくは0時から4時の間で通行禁止であるため注意されたい。